# 深棕真甲鯰
深棕真甲鯰，為輻鰭魚綱鯰形目甲鯰科的其中一種，為熱帶淡水魚，分布於南美洲奧里諾科河流域，棲息在底層水域，生活習性不明。

## 扩展阅读
維基物種上的相關：深棕真甲鯰